# Menhir von Butzbach
Der Menhir von Butzbach ist ein vorgeschichtlicher Menhir bei Butzbach im Wetteraukreis in Hessen. Der vergrabene Stein wurde 1978 entdeckt und wieder aufgerichtet.

## Lage
Der Stein befindet sich im Norden der Stadt an der westlichen Seite der Bundesstraße 3 in einem Gebüsch.

## Beschreibung
Der Menhir besteht aus Taunus-Quarzit. Er ist plattenförmig und verjüngt sich nach oben. Der Stein hat eine Gesamthöhe von 272 cm, eine Breite von 125 cm und eine Tiefe von 80 cm. Die dickste und breiteste Stelle befindet sich unter der Erde. Der oberirdisch sichtbare Teil hat eine Höhe von 170 cm, eine Breite von 120 cm und eine Tiefe von 70 cm.